# Tenom
Tenom est une ville de l'État de Sabah en Malaisie.